# Jaylis Oliveros
Jaylis Carolina Oliveros Toledo (nacida el 13 de noviembre de 1993) es una futbolista profesional venezolana que juega como lateral extremo en el club colombiano Atlético Huila y en la selección femenina de Venezuela.

## Carrera internacional
Oliveros jugó para Venezuela en categoría absoluta en los Juegos Centroamericanos y del Caribe de 2014 y en la Copa América Femenina 2018.

## Vida personal
Oliveros ha salido con la también futbolista Yoreli Rincón.